# Sean Tyas

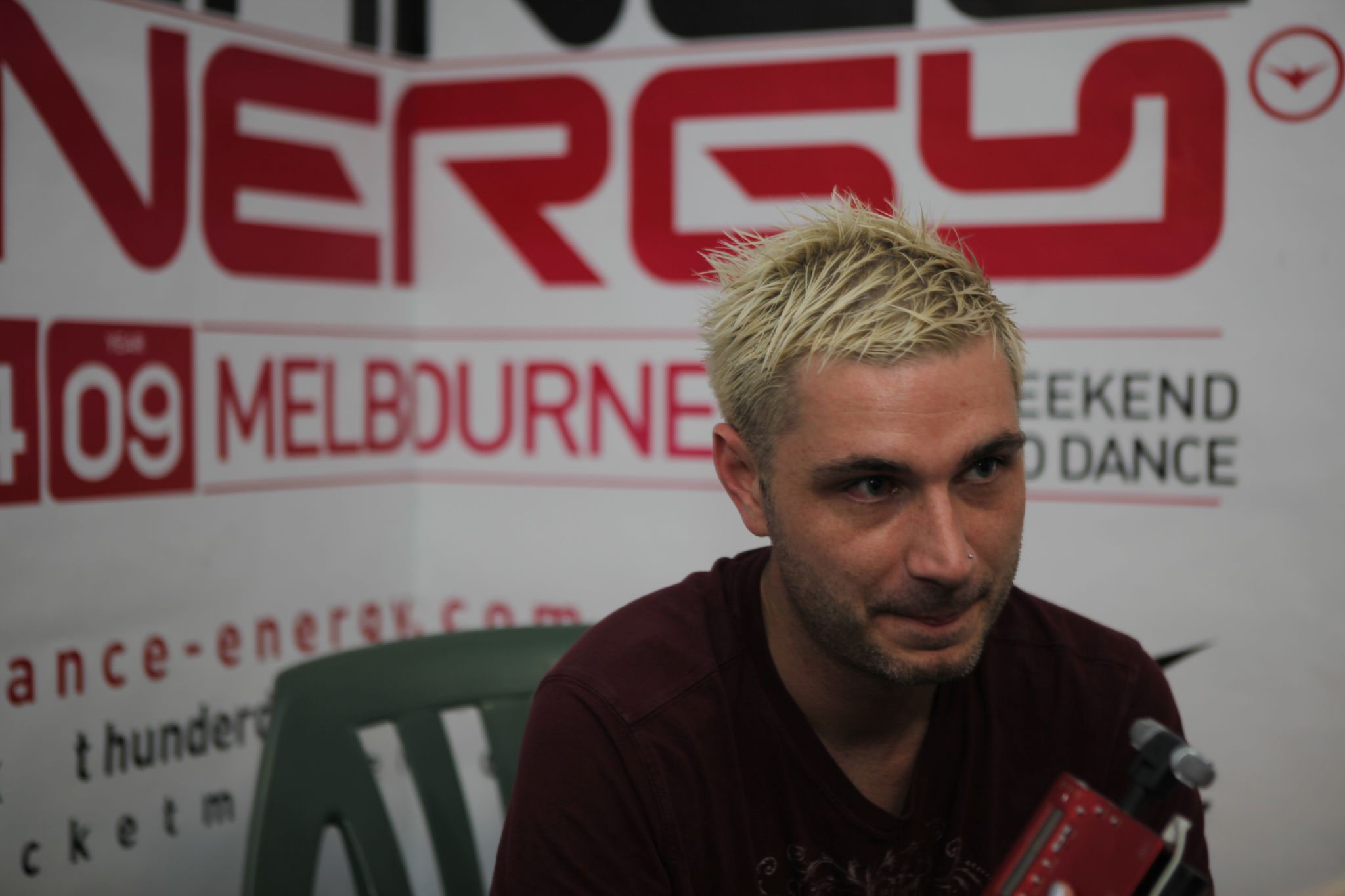
Sean Tyas 2009 in Melbourne

Sean Tyas (* 1979 in New York City) ist ein amerikanischer DJ und Trance-Produzent, der in der Schweiz lebt.

## Biographie
Sean Tyas stammt aus Long Island in New York. 1991 kam er im Alter von 11 Jahren erstmals in Kontakt mit elektronischer Musik, als er eine Kassette mit verschiedenen Mixes von Apotheosis – O'Fortuna erhielt. In der Folge begann er sich für Techno zu interessieren und kaufte zahlreiche Techno-CDs. Um das Jahr 2000/2001 begann er erstmals selbst mit der Tracker-Software Impulse Tracker auf MS-DOS Musik zu produzieren.
2004 zog Tyas nach Deutschland, wo er für und mit Michael Urgacz aka DJ Beam Musik produzierte. Bald fand er eine bessere Gelegenheit in der Schweiz, wo er sich mehr auf Eigenproduktionen und Remixe konzentrieren konnte und einige erfolgreiche Singles mit Dave202 koproduzierte. Als Produkt dieses Umzugs veröffentlichte er die EP Mirella, benannt nach seiner Ehefrau, einer gebürtigen Schweizerin.
Der Durchbruch in der Trance-Szene gelang ihm 2006 mit dem Gewinn des Remix-Wettbewerbs für Sander van Doorns Single Punk'd und einem Vertrag beim Musiklabel Discover. Seine erste Single Lift auf diesem Label wurde von Armin van Buuren in seiner Radiosendung A State of Trance als Tune of the Week ausgezeichnet und erschien auch auf zahlreichen Compilations.
Tyas hat eine wöchentliche Radiosendung namens Tytanium Sessions auf dem Internet-Radiosender afterhours.fm, die auch als Podcast auf iTunes erhältlich ist. Ende Juni 2011 feierte er die 100. Episode seiner Radiosendung mit einer Club-Tour in Montreal, Miami und New York. Im Juli 2011 gründete er sein eigenes Musiklabel namens Tytanium Recordings und veröffentlichte mit By the Way die erste Single auf seinem eigenen Label.
2010 kam Tyas in der Wahl der Top 100 DJs von DJ Mag auf Platz 46.

## Diskographie

### Singles
- 2002: Love At First Site
- 2005: Mirella EP
- 2005: All Out of Love (mit Beam als Angyla)
- 2005: Virtual Discotech 1.0 (mit Beam als 64 Bit)
- 2006: Candida / Pacifier
- 2006: Remember
- 2006: Lift
- 2007: Drop
- 2007: One More Night Out (als Logistic)
- 2007: Candida
- 2007: Children 2007 (als T&T mit DJ Tatana)
- 2007: Airwave 2007 (als T&T mit DJ Tatana)
- 2008: Heart to Heart (vs. Talla 2XLC)
- 2008: Somethin's Up (mit Simon Patterson)
- 2009: For the Most Part (mit Simon Patterson)
- 2009: Melbourne
- 2011: By the Way
- 2011: Arcobaleno (mit Giuseppe Ottaviani)
- 2011: Solo
- 2011: Banshee
- 2011: Zahi (mit Bjorn Akesson)
- 2011: By the Way
- 2011: Believe (feat. David Berkeley)
- 2012: Arcobaleno (mit Giuseppe Ottaviani)
- 2012: Take My Hand (feat. David Berkeley)
- 2012: The World (feat. Lo-Fi Sugar)
- 2012: What I Am (mit Julie Thompson)
- 2012: Diamondback (pres. Naes)
- 2012: Lekta
- 2012: Leveled
- 2012: Champagne Room (mit Colontonio)
- 2012: NYPD
- 2013: Rebox (mit Horny Sanchez)
- 2013: Got Love (feat. Nicole McKenna)
- 2013: Lose My Logic (mit Noah Neiman feat. Fisher)
- 2013: Nova 7 (mit Darren Porter)
- 2013: Now You See
- 2013: Beat Boutique (mit RAM)
- 2013: Hydro
- 2013: Dark Before the Dawn (mit Greg Downey)
- 2013: Salt Shaker (mit Hirshee)

### Remixe (Auswahl)
- 2001: Pink – Get the Party Started
- 2002: PPK – Resurrection
- 2002: Moby – In My Heart
- 2004: Christina Milian – Dip It Low
- 2005: Beam – Odin
- 2006: Randy Katana – Play It Louder
- 2006: Beam – On Your Mind
- 2006: Sander van Doorn – Punk'd
- 2006: Duderstadt – Muhanjala
- 2007: Agnelli & Nelson pres. A&N Project – Wear That Dress
- 2007: Above & Beyond pres. Tranquility Base – Oceanic
- 2007: Thomas Bronzwaer – Resound
- 2007: Vincent de Moor – Fly Away
- 2007: Bobina feat. Elles de Graaf – Lighthouse
- 2008: Ben Gold – Life
- 2008: Alex M.O.R.P.H. & Woody van Eyden feat. Michelle Citrin – Turn It On
- 2008: Pulsedriver vs Stormchaser – Back to Love
- 2009: Dash Berlin feat. Emma Hewitt – Waiting
- 2009: Adam Nickey – Slider
- 2009: Signum – Second Wave
- 2009: Armin van Buuren – Going Wrong
- 2009: Push – Interference
- 2009: Super8 & Tab – Irufushi
- 2010: 4 Strings – Daytime
- 2010: John O’Callaghan feat. Audrey Gallagher – Take It All Away
- 2010: Tiësto – Suburban Train
- 2010: Gareth Emery feat. Lucy Saunders – Sanctuary
- 2010: W&W – D.N.A.